# Porajnje
Porajnje ili Rheinland označava sve oblasti uz obale rijeke Rajne. U svom užem smislu se pod time podrazumijeva sva područja današnje Njemačke duž donjeg i srednjeg toka Rajne između Bingena i granice s Nizozemskom. Područje otprilike odgovara teritorijama današnjih saveznih pokrajina Sjeverna Rajna-Vestfalija i Porajnje-Falačka.